# همولوژی (ریاضیات)
در ریاضیات همولوژی راهی کلی برای نسبت دادن دنباله ای از اشیاء جبری مثل گروه‌های آبلی یا مدول‌ها به دیگر اشیاء جبری مثل فضاهای توپولوژیکی است. گروه‌های همولوژی در ابتدا در توپولوژی جبری تعریف شدند. انواع مختلف ساختارهای مشابه نیز در دیگر زمینه‌ها چون جبر مجرد، گروه‌ها، جبرهای لی، نظریه گالوا و هندسه جبری موجودند.
انگیزه اصلی برای تعریف گروه‌های همولوژی، مشاهده این نکته بود که هر دو شکل را می‌توان با بررسی حفره‌هایش تمیز داد. به عنوان مثال، یک دایره دیسک نیست، چون دایره حفره ای دارد، در حالی که دیسک صلب و بدون حفره است، در حالی که یک کره معمولی دایره نیست چون کره دارای حفره دو بعدی است در حالی که دایره حفره یک بعدی است. درحالی که نمی‌توان به صورت صریح به حفره اشاره کرد و گفت که حفره ای «در آنجا نیست»، لذا تعریف حفره و این که چه چیزی حفره‌های مختلف را از هم متمایز می‌کند امر روشنی نیست. همولوژی در ابتدا روشی ریاضیاتی بود که حفره‌ها را تعریف کرده و آن‌ها را در منیفلدها دسته‌بندی کرد. به‌طور کلی می‌توان گفت که یک چرخه یک زیرمنیفلد بسته‌است، یک مرز چرخه است که خود مرز یک زیر منیفلد بوده و کلاس همولوژی (که نمایانگر یک حفره است) کلاس هم‌ارزی چرخه‌ها به هنگ (پیمانه) مرز هاست؛ لذا یک کلاس همولوژی با چرخه ای نمایندگی می‌شود که مرزی هیچ زیر منیفلدی نیست: این چرخه نماینده یک حفره است، یک منیفلد فرضی که مرزش آن چرخه است، در حالی که «آنجا نیست».
انواع مختلفی از نظریات همولوژی مختلف وجود دارند. نوع خاصی از اشیاء ریاضی چون فضاهای توپولوژی یا گروه‌ها، ممکن است یک یا چند نظریه همولوژی متناظر داشته باشند. زمانی که شیء زیرین توصیف هندسی چون فضاهای توپولوژیکی داشته باشند، n-امین گروه همولوژی نمایانگر رفتار در بعد nام است. بسیاری از گروه‌های همولوژی یا مدول‌ها را می‌توان به صورت فانکتورهای مشتق شده روی رسته‌های آبلی مناسب فرموله کرد، که میزان عدم دقیق بودن یک فانکتور (تابعگون) را اندازه‌گیری می‌کند. ازین جنبه تجریدی، گروه‌های همولوژی را می‌توان به کمک اشیاء یک رسته مشتق شده تعیین کرد.